# Ponta da Sapata
Ponta da Sapata är en udde i Brasilien.   Den ligger i delstaten Pernambuco, i den östra delen av landet, 2 100 km nordost om huvudstaden Brasília.
Terrängen inåt land är huvudsakligen platt, men den allra närmaste omgivningen är kuperad. Trakten är glest befolkad. Närmaste större samhälle är Fernando de Noronha, 8,5 km öster om Ponta da Sapata. 